# Скотт, Фрэнсис Реджинальд
Фрэнсис Реджинальд Скотт, также известный как Фрэнк Скотт или Ф. Р. Скотт (англ. F. R. (Francis (Frank) Reginald) Scott; 01.08.1899, Квебек — 30.01.1985) — канадский поэт и юрист. Лауреат высшей литературной премии Канады, дважды лауреат премии генерал-губернатора Канады (1977, 1981). Доктор права, профессор.
Родился в многодетной семье шестым из семерых детей. Был свидетелем беспорядков в городе во время кризиса воинского призыва 1917 года.
Окончил Университет Бишопс, после чего как стипендиат Родса отправился в Оксфорд. Бакалавр искусств (1922) и литературы (1923). Попал под влияние идей христианского социализма Р. Г. Тоуни и студенческого христианского движения.
По возвращении в Канаду обосновался в Монреале, в 1924—26 гг. учился праву в Университете Макгилла и затем, с перерывом на барристерство с 1927 г., с 1928 г. преподавал там на юрфаке, впоследствии в 1961—64 гг. его декан, с 1968 г. в отставке.
В годы Великой депрессии стал видной фигурой в канадском социалистическом движении.
Сооснователь политпартии en:Co-operative Commonwealth Federation, её глава в 1942—50 гг.
В 1952 г. в Бирме.
В 1963—71 гг. член Королевской комиссии по билингвизму и бикультурализму.
С 1947 года член Королевского общества Канады, был отмечен медалью имени Лорн Пирс за видные заслуги в канадской литературе (1962).
Лауреат премии Молсона (1965).
Членкор Британской академии (1967).
Был женат на художнице Мэриан Дейл Скотт.
Похоронен в Монреале.